# カフェ・ソスペーゾ
カフェ・ソスペーゾ（Caffè sospeso）。ソスペーゾは保留という意味で、つまり保留コーヒー。
イタリア・ナポリのバールには、一杯のコーヒーを飲むときに、裕福ならば二杯分の代金を支払い、貧しくてコーヒー代も支払えない人のために使ってもらうという制度がある。
しかし、現代のナポリではこの制度は衰退の傾向がある。一方、東欧、ブルガリアなどでは拡大、定着しつつある。
このシステムに倣い、2015年夏にイタリア国内の数百店舗では、貧困家庭の子ども等にアイスクリームを無償提供するプロジェクト「保留アイスクリーム」が実施された（SalvamammeというNGOが考案）。